# The Very Best of Elvis Costello
Albums de Elvis Costello
Painted from Memory
(1998) The Sweetest Punch
(1999)
The Very Best of Elvis Costello est une compilation d'Elvis Costello sortie le 2 août 1999 sur le label PolyGram Records. Il a été réédité deux ans plus tard sur le label Rhino Records. La version principale est un double album, mais une version en un seul disque a également été publiée.

## Liste des pistes

### Disque 1
| No  | Titre                                                   | Auteur                             | Durée |
| --- | ------------------------------------------------------- | ---------------------------------- | ----- |
| 1.  | (What's So Funny 'Bout) Peace, Love, and Understanding? | Nick Lowe                          | 3:31  |
| 2.  | Oliver's Army                                           | Elvis Costello                     | 2:57  |
| 3.  | Watching the Detectives                                 | Costello                           | 3:43  |
| 4.  | Alison                                                  | Costello                           | 3:21  |
| 5.  | (I Don't Want to Go to) Chelsea                         | Costello                           | 3:07  |
| 6.  | Accidents Will Happen                                   | Costello                           | 3:01  |
| 7.  | Pump It Up                                              | Costello                           | 3:13  |
| 8.  | I Can't Stand Up for Falling Down                       | Homer Banks, Allen Jones           | 2:05  |
| 9.  | Radio, Radio                                            | Costello                           | 3:06  |
| 10. | Clubland                                                | Costello                           | 3:43  |
| 11. | Good Year for the Roses                                 | Jerry Chesnut                      | 3:35  |
| 12. | Man Out of Time                                         | Costello                           | 5:25  |
| 13. | I Wanna Be Loved                                        | Farnell Jenkins                    | 4:46  |
| 14. | Everyday I Write the Book                               | Costello                           | 3:52  |
| 15. | Brilliant Mistake                                       | Declan MacManus                    | 3:41  |
| 16. | The Other Side of Summer                                | MacManus                           | 3:53  |
| 17. | Tokyo Storm Warning                                     | MacManus                           | 6:23  |
| 18. | Sulky Girl                                              | MacManus                           | 5:04  |
| 19. | So Like Candy                                           | MacManus, Paul McCartney           | 4:35  |
| 20. | Veronica                                                | MacManus, McCartney                | 3:07  |
| 21. | She                                                     | Charles Aznavour, Herbert Kretzmer | 3:05  |

### Disque 2
| No  | Titre                                | Auteur                       | Durée |
| --- | ------------------------------------ | ---------------------------- | ----- |
| 1.  | Big Tears                            | Costello                     | 3:10  |
| 2.  | Beyond Belief                        | Costello                     | 2:33  |
| 3.  | Lipstick Vogue                       | Costello                     | 3:31  |
| 4.  | Green Shirt                          | Costello                     | 2:44  |
| 5.  | Pills and Soap                       | Costello                     | 3:43  |
| 6.  | Tramp the Dirt Down                  | MacManus                     | 5:41  |
| 7.  | Shipbuilding                         | Costello, Clive Langer       | 4:51  |
| 8.  | High Fidelity                        | Costello                     | 2:28  |
| 9.  | New Lace Sleeves                     | Costello                     | 3:47  |
| 10. | (The Angels Wanna Wear My) Red Shoes | Costello                     | 2:46  |
| 11. | Talking in the Dark                  | Costello                     | 1:57  |
| 12. | New Amsterdam                        | Costello                     | 2:13  |
| 13. | I Hope You're Happy Now              | Costello                     | 3:07  |
| 14. | Riot Act                             | Costello                     | 3:34  |
| 15. | My Funny Valentine                   | Richard Rodgers, Lorenz Hart | 1:29  |
| 16. | Indoor Fireworks                     | Costello                     | 4:09  |
| 17. | Almost Blue                          | Costello                     | 2:49  |
| 18. | I Want You                           | Costello                     | 6:43  |
| 19. | God Give Me Strength                 | Burt Bacharach, Costello     | 6:10  |
| 20. | That Day Is Done                     | MacManus, McCartney          | 5:10  |
| 21. | I Want to Vanish                     | Costello                     | 3:14  |